# US Open Cup
US Open Cup (Lamar Hunt U.S. Open Cup) je nejstarší fotbalová soutěž v USA, hraná nepřetržitě od roku 1914.
Každoročně se jí účastní 40 klubů
V letech 1998 a 2000 vyhrál soutěž i český legionář Luboš Kubík s týmem Chicago Fire.
Nejúspěšnějšími kluby v historii jsou Bethlehem Steel a Maccabi Los Angeles s 5 triumfy.
| Ročník | Mistr                    | Ročník | Mistr                           | Ročník | Mistr                   | Ročník | Mistr                        | Ročník | Mistr                   | Ročník | Mistr                            |
| ------ | ------------------------ | ------ | ------------------------------- | ------ | ----------------------- | ------ | ---------------------------- | ------ | ----------------------- | ------ | -------------------------------- |
| 1914   | Brooklyn Field Club      | 1934   | Stix, Baer and Fuller           | 1954   | New York Americans      | 1974   | Greek American AA            | 1994   | Greek-American A.C.     | 2014   | Seattle Sounders FC              |
| 1915   | Bethlehem Steel          | 1935   | St. Louis Central Breweries     | 1955   | Eintracht               | 1975   | Maccabi Los Angeles          | 1995   | Richmond Kickers        | 2015   | Sporting Kansas City             |
| 1916   | Bethlehem Steel          | 1936   | Uhrik Truckers                  | 1956   | Harmarville             | 1976   | San Francisco A.C.           | 1996   | DC United               | 2016   | FC Dallas                        |
| 1917   | Fall River Rovers        | 1937   | New York Americans              | 1957   | St. Louis Kutis         | 1977   | Maccabi Los Angeles          | 1997   | Dallas Burn             | 2017   | Sporting Kansas City             |
| 1918   | Bethlehem Steel          | 1938   | Chicago Sparta                  | 1958   | Los Angeles Kickers     | 1978   | Maccabi Los Angeles          | 1998   | Chicago Fire            | 2018   | Houston Dynamo FC                |
| 1919   | Bethlehem Steel          | 1939   | Brooklyn St. Marys Celtic       | 1959   | McIlvane Canvasbacks    | 1979   | Brooklyn Dodgers             | 1999   | Rochester Raging Rhinos | 2019   | Atlanta United                   |
| 1920   | Ben Millers              | 1940   | Baltimore S.C. a Chicago Sparta | 1960   | Philadelphia Ukrainians | 1980   | New York Pancyprian-Freedoms | 2000   | Chicago Fire            | 2020   | Zrušeno kvůli pandemii covidu-19 |
| 1921   | Brooklyn Robins Dry Dock | 1941   | Pawtucket                       | 1961   | Philadelphia Ukrainians | 1981   | Maccabi Los Angeles          | 2001   | Los Angeles Galaxy      | 2021   | Zrušeno kvůli pandemii covidu-19 |
| 1922   | St. Louis Scullin Steel  | 1942   | Gallatin                        | 1962   | New York Hungaria       | 1982   | New York Pancyprian-Freedoms | 2002   | Columbus Crew           | 2022   | Orlando City                     |
| 1923   | Paterson FC              | 1943   | Brooklyn Hispano                | 1963   | Philadelphia Ukrainians | 1983   | New York Pancyprian-Freedoms | 2003   | Chicago Fire            | 2023   |                                  |
| 1924   | Fall River FC            | 1944   | Brooklyn Hispano                | 1964   | Los Angeles Kickers     | 1984   | A.O. Krete                   | 2004   | Kansas City Wizards     | 2024   |                                  |
| 1925   | Shawsheen Indians        | 1945   | Brookhattan                     | 1965   | New York Ukrainians     | 1985   | Greek-American A.C.          | 2005   | Los Angeles Galaxy      | 2025   |                                  |
| 1926   | Bethlehem Steel          | 1946   | Chicago Viking                  | 1966   | Philadelphia Ukrainians | 1986   | St. Louis Kutis              | 2006   | Chicago Fire            | 2026   |                                  |
| 1927   | Fall River FC            | 1947   | Ponta Delgada                   | 1967   | Greek American AA       | 1987   | Club España                  | 2007   | New England Revolution  | 2027   |                                  |
| 1928   | New York Nationals       | 1948   | St. Louis Simpkins-Ford         | 1968   | Greek American AA       | 1988   | St. Louis Busch Seniors      | 2008   | DC United               | 2028   |                                  |
| 1929   | New York Hakoah          | 1949   | Morgan-Stasser                  | 1969   | Greek American AA       | 1989   | St. Petersburg Kickers       | 2009   | Seattle Sounders FC     | 2029   |                                  |
| 1930   | Fall River FC            | 1950   | St. Louis Simpkins-Ford         | 1970   | Elizabeth S.C.          | 1990   | A.A.C. Eagles                | 2010   | Seattle Sounders FC     | 2030   |                                  |
| 1931   | Fall River FC            | 1951   | German Hungarian                | 1971   | New York Hota           | 1991   | Brooklyn Italians            | 2011   | Seattle Sounders FC     | 2031   |                                  |
| 1932   | New Bedford Whalers      | 1952   | Harmarville                     | 1972   | Elizabeth S.C.          | 1992   | San Jose Oaks                | 2012   | Sporting Kansas City    | 2032   |                                  |
| 1933   | Stix, Baer and Fuller    | 1953   | Falcons S.C.                    | 1973   | Maccabi Los Angeles     | 1993   | San Francisco Mexico         | 2013   | DC United               | 2033   |                                  |